# شعيب العزيلاء
شعيب العزيلاء هو شعيب ماء في سراة بلاد بلقرن يفصل قرية العزيلاء السفلى عن قرية العزيلاء العليا وهما من قرى عفراء.